# Lee Arenberg
Lee Arenberg, född 18 juli 1962 i Palo Alto, Kalifornien, USA, är en amerikansk skådespelare. Arenberg har varit gift med Lisa Derrick åren 1999–2006.

## Filmografi
- 2015 – 1066
- 2013 – Californication (TV-serie)
- 2012 – Mickey Matson and the Copperhead Conspiracy
- 2011–2018 – Once Upon a Time (TV-serie)
- 2010 – For the Love of Jade
- 2010 – College Fright Night
- 2010 – In the Gray
- 2010 – A Kiss for Jed Wood
- 2010 – Ashley's Ashes
- 2010 – Quit
- 2007 – Pirates of the Caribbean: Vid världens ände
- 2006 – Happily N'Ever After (Röst)
- 2006 – Pirates of the Caribbean: Död mans kista
- 2005 – Sledge: The Untold Story
- 2003 – Pirates of the Caribbean: Svarta Pärlans förbannelse
- 2003 – Natural Selection
- 2000 – Dungeons & Dragons
- 2000 – Facade
- 1999 – Cradle Will Rock
- 1999 – Clubland
- 1999 – Man Woman Film
- 1999 – Dirt Merchant
- 1998 – Young Hearts Unlimited
- 1998 – I Woke Up Early the Day I Died
- 1998 – Ted
- 1998 – Johnny Skidmarks
- 1997 – Warriors of Virtue
- 1997 – The Apocalypse
- 1996 – Frame-Up II: The Cover-Up
- 1996 – Project: ALF
- 1996 – If Looks Could Kill
- 1996 – Mojave Moon
- 1995 – Waterworld
- 1995 – No Quarter
- 1994 – Car 54, Where Are You?
- 1993 – Freaked
- 1993 – RoboCop 3
- 1992 – There Goes the Neighborhood
- 1992 – Bob Roberts
- 1992 – Live! From Death Row
- 1992 – Roadside Prophets
- 1991 – V.I Warshawski
- 1991 – Whore
- 1990 – Snow Kill
- 1990 – Class of 1999
- 1990 – Martians Go Home
- 1990 – Brain Dead
- 1990 – Teach 109
- 1989 – The Wizard
- 1989 – Meet the Hollowheads
- 1989 – Columbo: Grand Deciptions
- 1989 – Hollywood Boulevard II
- 1988 – Tapeheads
- 1987 – Cross My Heart
- 1987 – The Underachievers

Lee har även gästskådespelat i serier som CSI, Scrubs och Vänner.